# Belisana keyti
Belisana keyti is een spinnensoort uit de familie trilspinnen (Pholcidae). De soort komt voor in Sri Lanka. 